# تيموثي ديفيز
تيموثي ديفيز (بالإنجليزية: Timothy Davies) هو سياسي بريطاني (وحمل سابقاً جنسية المملكة المتحدة لبريطانيا العظمى وأيرلندا)، ولد في 22 أغسطس 1857، وتوفي في 8 أغسطس 1951. حزبياً، نشط في الحزب الليبرالي. في الانتخابات العامة في المملكة المتحدة 1906 ‏، انتخب عضو برلمان المملكة المتحدة الـ28 عن دائرة Fulham ‏ (12 يناير 1906 – 10 يناير 1910) وفي الانتخابات العمومية البريطانية في ديسمبر 1910 ‏، انتخب عضو برلمان المملكة المتحدة الـ30 عن دائرة Louth, Lincolnshire (UK Parliament constituency) ‏ (3 ديسمبر 1910 – 25 نوفمبر 1918).